# Bohemian Rhapsody: The Original Soundtrack
Bohemian Rhapsody: The Original Soundtrack é uma trilha sonora da banda britânica Queen, lançada pela Hollywood Records em 19 de outubro de 2018 para o filme biográfico de mesmo nome. Ele foi lançado em CD, cassete, LP e nos formatos digitais. O material concentra sucessos da banda de todos os seus álbuns, exceto Queen II (1974) e The Miracle (1989), apresentações ao vivo até então nunca lançadas oficialmente, como o Live Aid, e uma produção de "Doing All Right", da banda Smile, com base em gravações originais.

## Faixas
| N.º            | Título                                                                           | Produtor(es)                                                                              | Duração |  |
| 1.             | "20th Century Fox Fanfare" (arranjado por Brian May)                             | Brian May Roger Taylor Kris Fredriksson [a] Joshua J. MacRae [a] Justin Shirley-Smith [a] | 0:25    |  |
| 2.             | "Somebody to Love"                                                               | Queen                                                                                     | 4:56    |  |
| 3.             | "Doing All Right... Revisited" (performado por Smile)                            | May Taylor Fredriksson [a] MacRae [a] Shirley-Smith [a]                                   | 3:17    |  |
| 4.             | "Keep Yourself Alive" (Ao vivo no Teatro Rainbow, Londres, 31 de março de 1974)  | May Taylor Shirley-Smith MacRae Fredriksson                                               | 3:56    |  |
| 5.             | "Killer Queen"                                                                   | Roy Thomas Baker Queen                                                                    | 2:59    |  |
| 6.             | "Fat Bottomed Girls" (Ao vivo em Paris, França, 27 de fevereiro de 1979)         | May Taylor Shirley-Smith MacRae Fredriksson                                               | 4:38    |  |
| 7.             | "Bohemian Rhapsody"                                                              | Baker Queen                                                                               | 5:55    |  |
| 8.             | "Now I'm Here" (Ao vivo no Hammersmith Odeon, Londres, 24 de dezembro de 1975)   | May Taylor Shirley-Smith MacRae Fredriksson                                               | 4:26    |  |
| 9.             | "Crazy Little Thing Called Love"                                                 | Queen Mack                                                                                | 2:43    |  |
| 10.            | "Love of My Life" (Ao vivo no Rock in Rio, 18 de janeiro de 1985)                | May Taylor Shirley-Smith MacRae Fredriksson                                               | 4:29    |  |
| 11.            | "We Will Rock You" (Mix exclusivo para o filme)                                  | Queen Mike Stone [b] Shirley-Smith [c] MacRae [c] Fredriksson [c]                         | 2:09    |  |
| 12.            | "Another One Bites the Dust"                                                     | Queen Mack                                                                                | 3:35    |  |
| 13.            | "I Want to Break Free"                                                           | Queen Mack                                                                                | 3:43    |  |
| 14.            | "Under Pressure" (de Queen e David Bowie)                                        | Queen Bowie                                                                               | 4:03    |  |
| 15.            | "Who Wants to Live Forever"                                                      | Queen David Richards                                                                      | 5:15    |  |
| 16.            | "Bohemian Rhapsody" (Live Aid, Estádio Wembley, Londres, 13 de julho de 1985)    | May Taylor Shirley-Smith MacRae Fredriksson                                               | 2:28    |  |
| 17.            | "Radio Ga Ga" (Live Aid, Estádio Wembley, Londres, 13 de julho de 1985)          | May Taylor Shirley-Smith MacRae Fredriksson                                               | 4:06    |  |
| 18.            | "Ay-Oh" (Live Aid, Estádio Wembley, Londres, 13 de julho de 1985)                | May Taylor Shirley-Smith MacRae Fredriksson                                               | 0:41    |  |
| 19.            | "Hammer to Fall" (Live Aid, Estádio Wembley, Londres, 13 de julho de 1985)       | May Taylor Shirley-Smith MacRae Fredriksson                                               | 4:04    |  |
| 20.            | "We Are the Champions" (Live Aid, Estádio Wembley, Londres, 13 de julho de 1985) | May Taylor Shirley-Smith MacRae Fredriksson                                               | 3:57    |  |
| 21.            | "Don't Stop Me Now... Revisited"                                                 | Queen Baker Shirley-Smith MacRae Fredriksson                                              | 3:38    |  |
| 22.            | "The Show Must Go On"                                                            | Queen Richards                                                                            | 4:32    |  |
| Duração total: | Duração total:                                                                   | Duração total:                                                                            | 79:44   |  |

notas
- ↑a  significa co-produtor
- ↑b  significa um assistente de produção
- ↑c  significa um produtor adicional